# Antiquark u
L'antiquark u (amunt) és l'antipartícula del quark u. Això vol dir que comparteixen la mateixa massa amb càrrega i nombre bariònic oposats i que, si els dos es troben, es desintegren completament.
Es pot agrupar per a fer partícules compostes:
- 2 antiquarks u i 1 juntament amb 1 antiquark d, componen un antiprotó.
- 1 antiquark u i 2 antiquarks d, componen un antineutró.